# Coucal des Célèbes
Centropus celebensis
Espèce
Statut de conservation UICN

 LC  : Préoccupation mineure
Le Coucal des Célèbes (Centropus celebensis) est une espèce d'oiseau de la famille des Cuculidae.

## Répartition
Cet oiseau est endémique de l'archipel des Célèbes.

## Liste des sous-espèces
- Centropus celebensis celebensis Quoy & Gaimard, 1830
- Centropus celebensis rufescens (Meyer,AB & Wiglesworth, 1896)